# San Juan del Río (Oaxaca)
San Juan del Río es una localidad del estado mexicano de Oaxaca. Es cabecera del municipio de San Juan del Río.

## Demografía
| Censo | Población |
| ----- | --------- |
| 1900  | 731       |
| 1910  | 840       |
| 1921  | 738       |
| 1930  | 885       |
| 1940  | 949       |
| 1950  | 887       |
| 1960  | 960       |
| 1970  | 1087      |
| 1980  | 1305      |
| 1990  | 1509      |
| 1995  | 1277      |
| 2000  | 1350      |
| 2005  | 1227      |
| 2010  | 1231      |
| 2020  | 1370      |